# Абросята
Аброся́та (рос. Абросята) — присілок в Кезькому районі Удмуртії, Росія.
Станом на 2002 рік присілок був центром Абросятської сільської ради.

## Населення
Населення — 3 особи (2010; 66 в 2002).
Національний склад станом на 2002 рік:
- росіяни — 88 %